# Nockebybanan
Il Nockebybanan (letteralmente ferrovia di Nockeby) è una tranvia interurbana che collega l'area urbana di Nockeby, nell'hinterland di Stoccolma, alla stazione di Alvik della metropolitana.
La linea è lunga 5,6 km. Nel sistema di trasporti di Stoccolma è classificata come linea L12, dove la L indica le Lokalbana, o ferrovie locali.
La prima parte del Nockebybanan entrò in funzione nel 1914. La linea venne estesa nel 1929, fino a raggiungere l'attuale capolinea di Nockeby (prima di questo prolungamento, la linea era nota con il nome di Brommabanan).

## Percorsi e stazioni
Il Nockebybanan è formato da una sola linea, composta da 10 stazioni, le quali vanno da Nockeby ad Alvik. La stessa stazione di Alvik è anche un interscambio con la linea verde della metropolitana di Stoccolma (linee 17, 18 e 19) o con la linea metrotranviaria Tvärbanan (linea 22).
La linea è generalmente separata rispetto alle strade destinate al traffico automobilistico, ma in alcuni casi il percorso presenta delle intersezioni.
Nell'anno 2019, il traffico di un normale giorno feriale era di 11.800 passeggeri quotidiani.
| Linea | Tratta          | Lunghezza | Fermate |
| ----- | --------------- | --------- | ------- |
| L12   | Nockeby – Alvik | 5.6 km    | 10      |